# 水口镇 (贺州市)
水口镇，是中华人民共和国广西壮族自治区贺州市平桂区下辖的一个乡镇级行政单位。

## 行政区划
水口镇下辖以下地区：
水口村、水车村、高林村、寨脚村、芳江村和龙坪村。